# Moon Pie

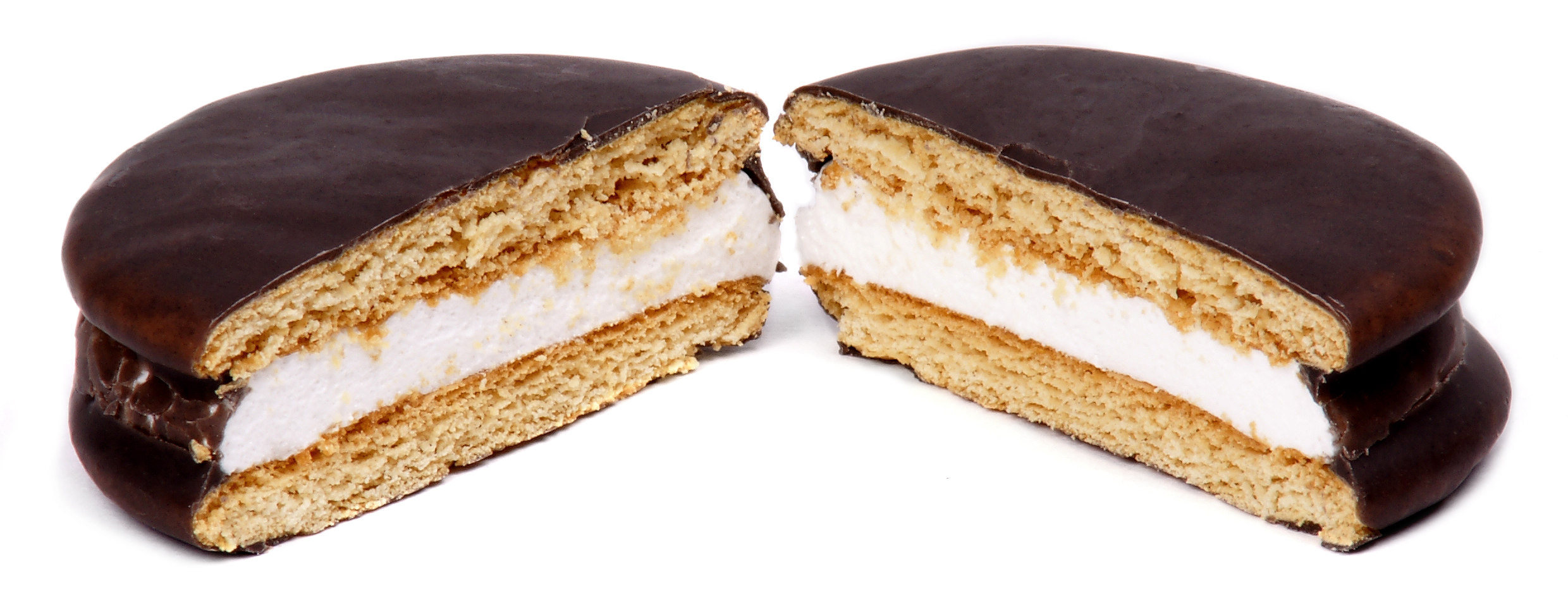
Traditioneller Moon Pie

Ein Moon Pie oder MoonPie ist ein Konfekt, das in Teilen der Vereinigten Staaten beliebt ist und aus zwei runden, mit Marshmallow gefüllten  Graham Crackern besteht, die in eine aromatisierte Ummantelung getaucht werden. Der Snack ist in der südlichen Küche der Vereinigten Staaten bekannt, wo sie traditionell mit einer RC Cola serviert werden. Der traditionelle Moon Pie hat etwa 10 cm (vier Zoll) Durchmesser. Die vier Hauptaromen der Ummantelung  sind Schokolade, Vanille, Erdbeere und Banane.

## Geschichte
Moon Pies wurden erstmals am 29. April 1917 von einer Bäckerei in Chattanooga hergestellt. Earl Mitchell Junior sagte, dass sein Vater die Idee für MoonPies hatte, als er einen Bergarbeiter aus Kentucky fragte, was dieser gerne als Snack haben würde und der Bergmann um etwas mit Graham Crackern und Marshmallows bat.

## Begriff
Der englische Ausdruck „Moon Pie“ kann in etwa als „Mondkuchen“ ins Deutsche übersetzt werden. Moon Pies sind jedoch nicht zu verwechseln mit dem Mondkuchen (englisch mooncake) aus der chinesischen Küche.

## Trivia
Sheldon Cooper aus der Fernsehserie The Big Bang Theory wird von seiner Großmutter „Moon Pie“ genannt.